# Arcângela Maria da Assunção
Arcângela Maria da Assunção, O.Ss.S. (Sacavém, ? – Marvila, 1737), foi uma religiosa portuguesa.
Nasceu em Sacavém, em data incerta na segunda metade do século XVII, filha de Vicente Ferreira e Antónia Maria de Faria e Sousa. Entrou para o Convento de Nossa Senhora da Conceição de Marvila, casa da Ordem de Santa Brígida, onde professou em 22 de Agosto de 1730.
Notabilizou-se como poetisa e compositora sacra, tendo publicado o Festivo applauso em que huma religiosa como pastora, e os anjos como musicos, no Convento de N. Senhora da Conceição das Religiosas da Senhora Santa Brigida, celebraram o nascimento do Menino Jesu (Lisboa Ocidental, Na Officina de Joseph António da Silva, 1737).